# 白襯安灰蝶
白襯安灰蝶（學名：Ancema blanka）是灰蝶科的一種蝴蝶，是安灰蝶屬的一種。分佈於中國海南、廣西、香港。此外見於印度、緬甸、老撾、越南、泰國、馬來西亞等地。模式產地為印尼蘇門答臘。一年多代，成蟲多見於4至10月。幼蟲主要以桑寄生科瘤果槲寄生（Viscum ovalifolium）為寄主植物。

## 形態
中型灰蝶。雄蝶背面黑褐色，前後翅有大片明亮的天藍色斑塊，前翅藍斑上端還有數條橫向的藍色斑條，後翅前緣近基部有灰色性標。翅腹面底色銀灰色，前後翅亞外緣有黑褐色條紋，臀角及外緣有2個黑斑，外圍有橙紋。雌蝶斑紋與雄蝶相似，但翅背面藍斑較淡，後翅無性標。
| - 雄蝶前翅翅面近頂角 有數條藍色線紋 |

## 亞種
- A. b. blanka 指名亞種，分佈於印尼[3]
- A. b. minturna (Fruhstorfer, 1912) 華南亞種，分佈於中國、泰國、老撾、印度、不丹[4]
- A. b. nacandra (Fruhstorfer, 1912) 分佈於印尼爪哇島[4]
- A. b. sudica (Evans, 1926) 分佈於印度南部[5]
- A. b. reina Schröder & Treadaway, 1998

## 外部連結
- 维基共享资源上的相關多媒體資源：白襯安灰蝶
- 維基物種上的相關：白襯安灰蝶